# 帝国皇冠
帝国皇冠（英語：Imperial State Crown）為英國君主用于加冕典礼和國會议会开幕典礼的皇冠，是目前英国王权之物之一。現今的皇冠是1937年重新制作的，共使用了2,868颗钻石，273颗珍珠，17颗蓝宝石，11颗祖母绿和5颗红宝石，帝国皇冠有时放在伦敦塔内展览。

## 历史
现今的帝国皇冠制作于1937年，以1838年為維多利亞女皇加冕時所制作的皇冠为基础。1845年议会开幕式时，皇冠从垫子上滑落，不过框架仍然完好。後來皇冠也用在愛德華七世和喬治五世的加冕典禮上。1937年，加拉德公司（Garrard）用皇冠上的珠宝为乔治六世的加冕仪式制作了新的皇冠，原位于黑王子红宝石下方的史都华蓝宝石被移到后方，改安放新磨制重達370克拉的庫里南二號钻石，且新皇冠也比旧的更加轻便，目前旧皇冠被保存在伦敦塔。1953年伊丽莎白二世加冕时，皇冠又再次進行調整，減少頭圍尺寸，弓形拱降低 25 毫米（1 英寸），使肘體外觀更加女性化。英国君主参加每年的议会开幕时，帝国皇冠会由马车运送到威斯敏斯特宫的更衣室，英国君主在这里戴上皇冠参加御座致辭典礼。。

## 结构和珠宝
帝国皇冠的主要外观形式与圣爱德华皇冠相似，但顶部較為复杂。帝国皇冠的主体结构为银质，镶满珠宝的镂空圆环上有四個十字架和四個镶嵌着红宝石的百合花状装饰，四個十字架上各有一個弓形拱，拱顶是一只镶嵌着钻石的圆球和它上面的十字，圓球下則垂飾著四個珍珠。在这些珠宝裡面的则有貂绒边的紫色天鹅绒帽。虽然是近代制作，帝国皇冠卻裝飾以古代流传下来的珠宝，比如顶部十字中的蓝宝石据说來自忏悔者爱德华的戒指，拱交叉处下的四個卵形珍珠则被推断来自伊丽莎白一世的耳环。皇冠正前方的底部是世界第二大钻石库里南二世，它的上方则是红如凝血的黑王子红宝石；背面底部為有700多年历史的史都华蓝宝石。

## 图集

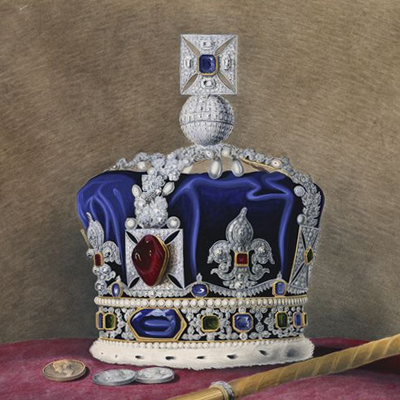
1838年，为维多利亚女王制作的皇冠
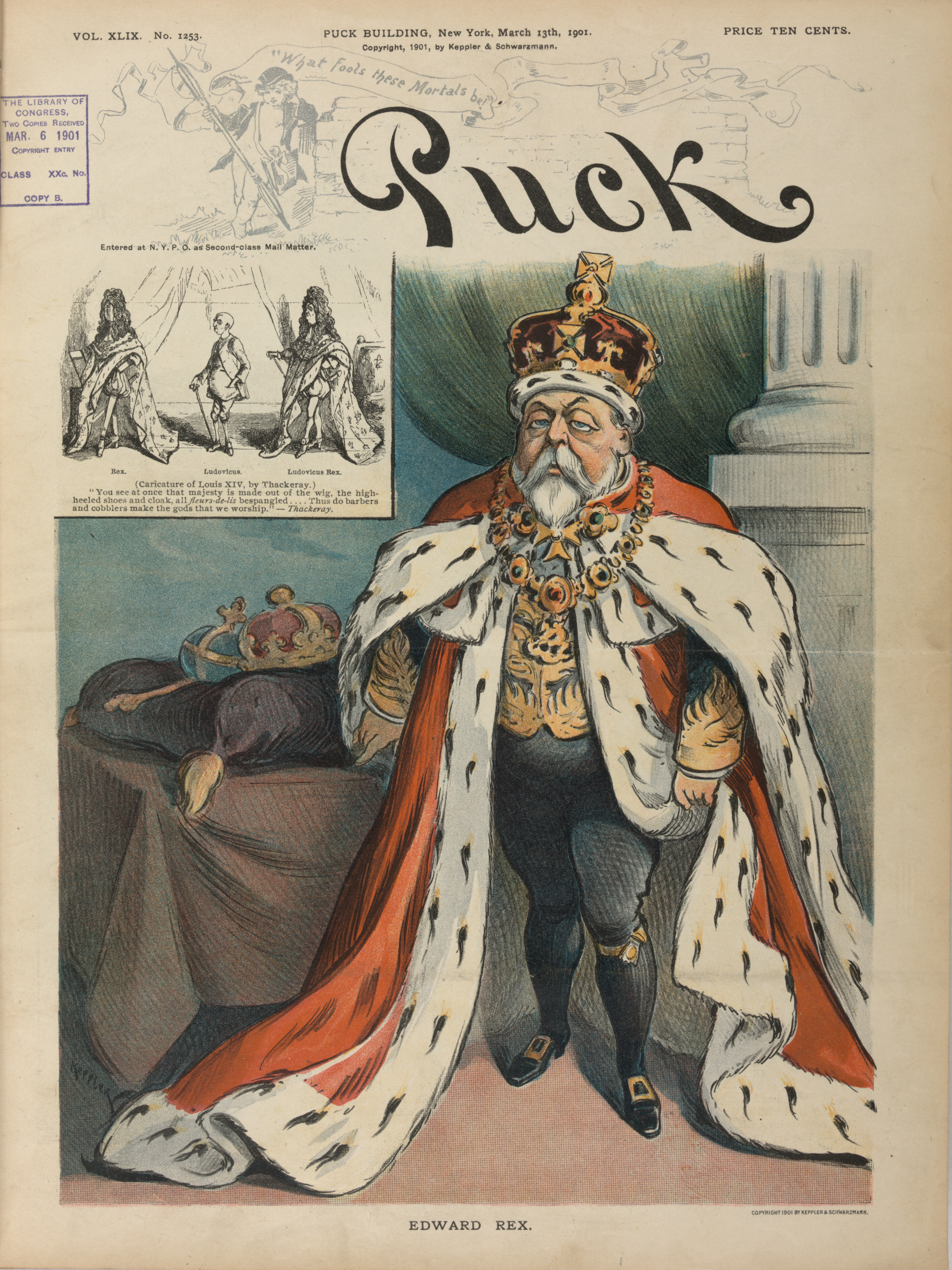
1901年，Punk杂志上佩戴皇冠的爱德华七世
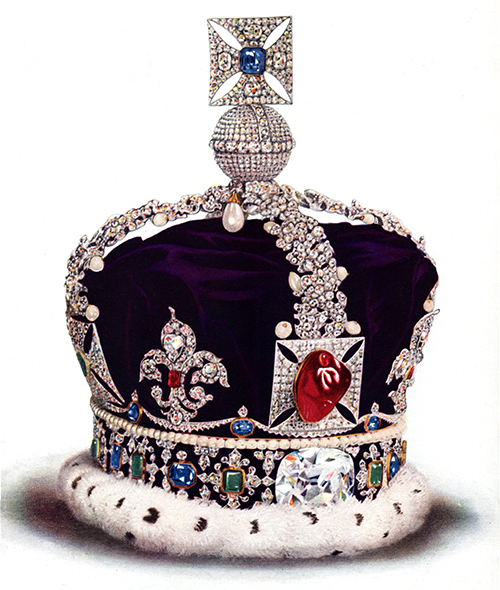
佐治五世版本的皇冠
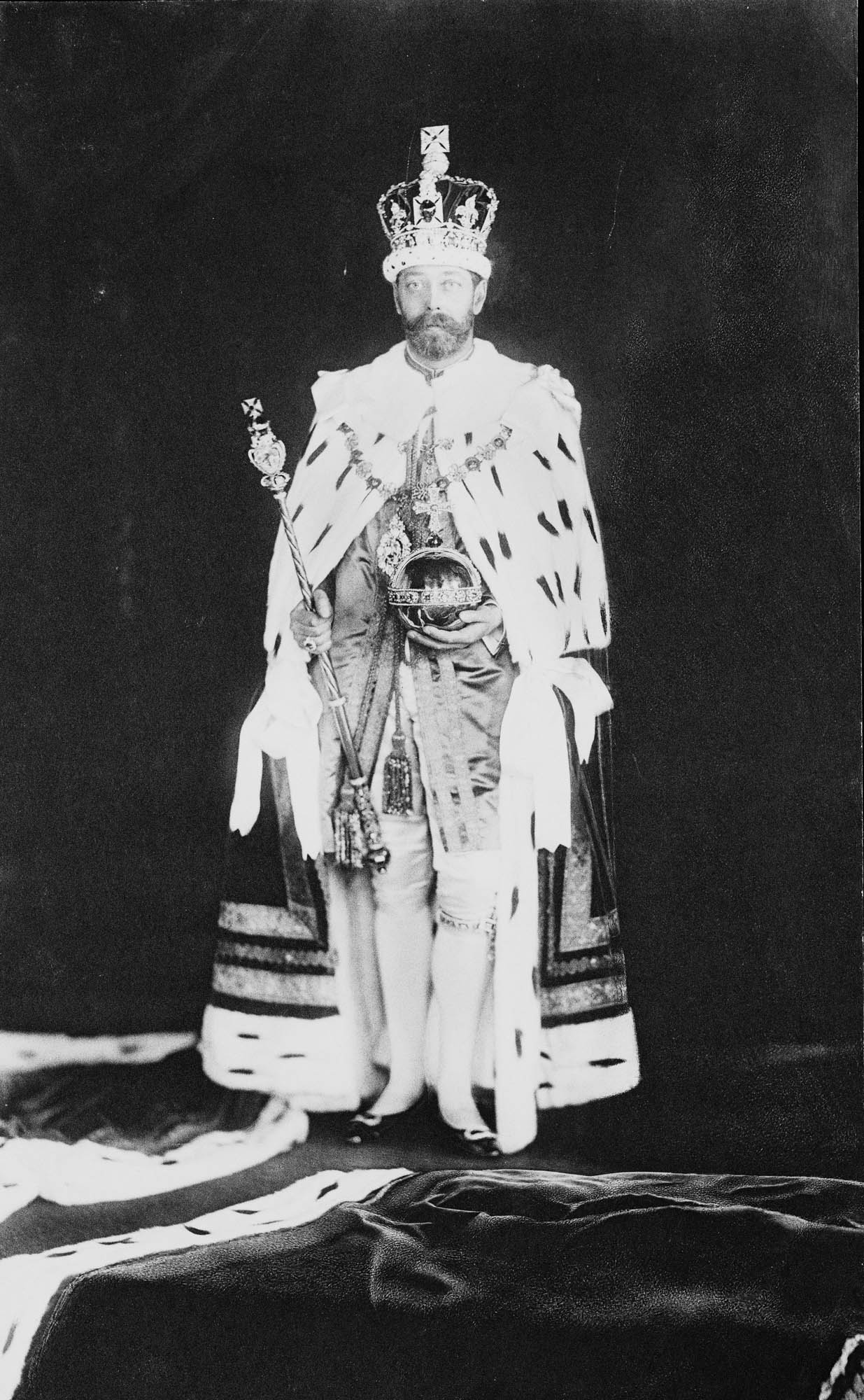
1911年，佩戴皇冠的乔治五世
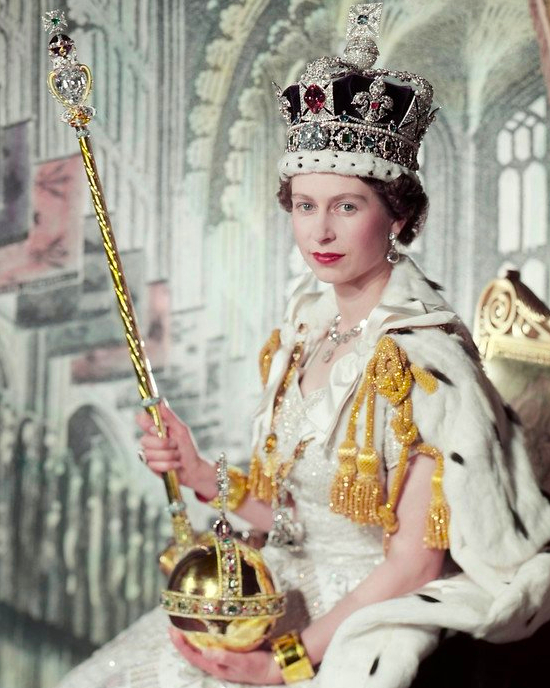
1953年，加冕仪式后的伊丽莎白二世
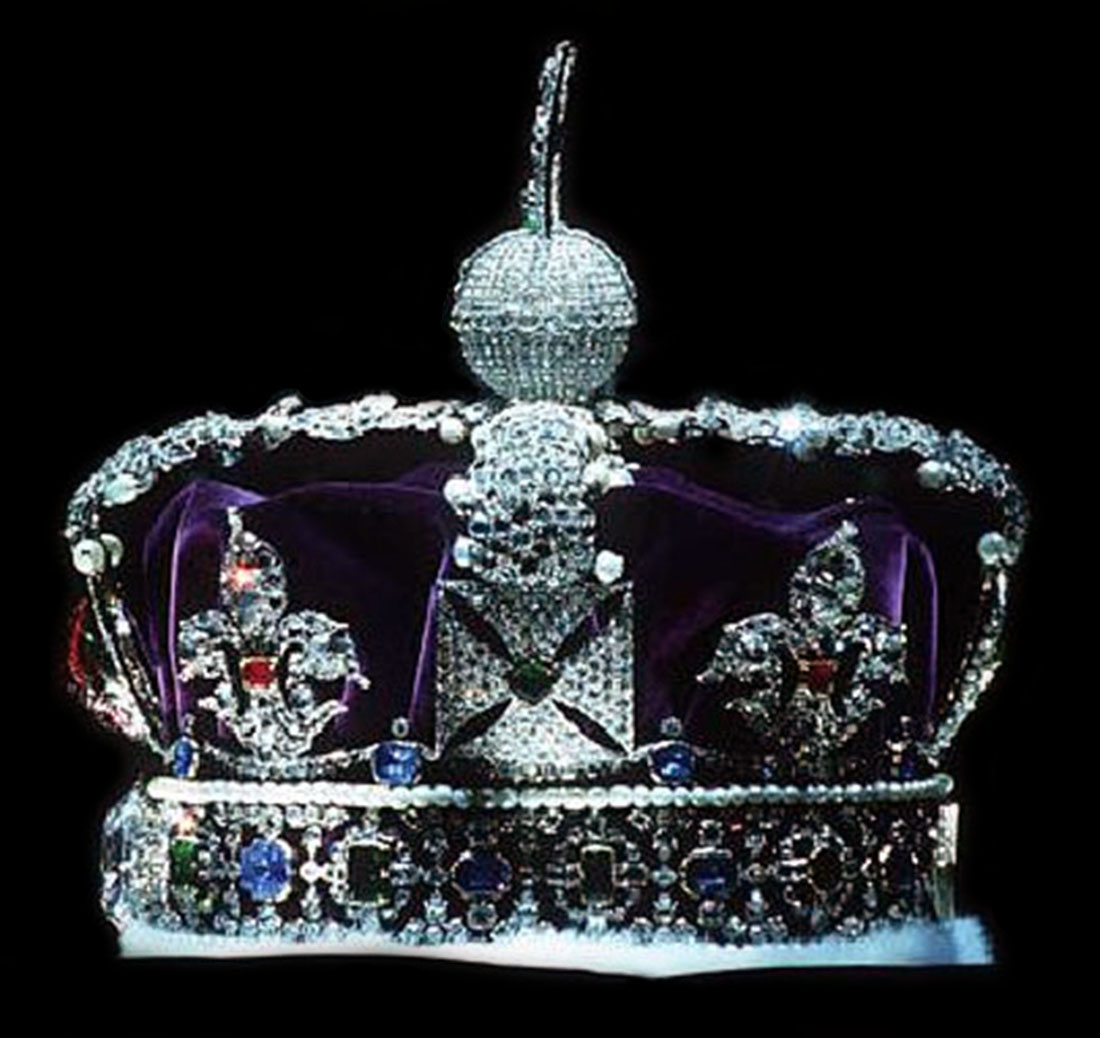
帝国皇冠的側面视角，皇冠的正面朝左 (黑王子红宝石和库里南二世钻石从该角度仅能看到侧面）(2006)
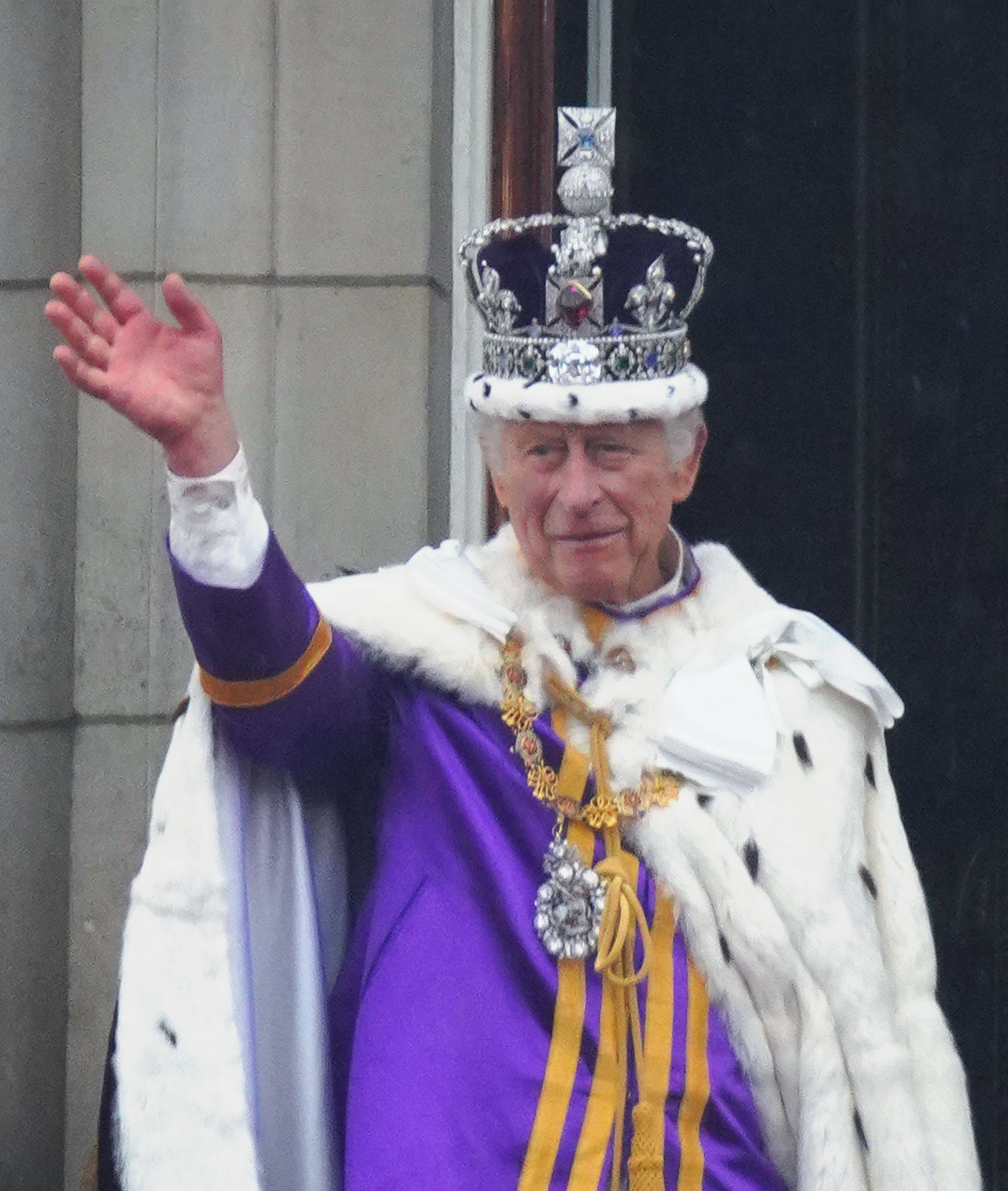
2023年，加冕仪式后的查爾斯三世